# Necip Uysal
Necip Uysal (Istanbul, 24 gennaio 1991) è un calciatore turco, centrocampista del Beşiktaş.

## Carriera

### Club
Debutta da professionista con il Beşiktaş nel 2008.
Il debutto in Europa arriva il 15 luglio 2010, nella partita di Europa League Beşiktaş-Víkingur Gøta (terminata 3-0).

### Nazionale
Con la Nazionale turca debutta nel 2010.

## Statistiche

### Presenze e reti nei club
Statistiche aggiornate al 15 maggio 2021.
| Stagione        | Squadra         | Campionato      | Campionato | Campionato | Coppe nazionali | Coppe nazionali | Coppe nazionali | Coppe continentali | Coppe continentali | Coppe continentali | Altre coppe | Altre coppe | Altre coppe | Totale | Totale |
| Stagione        | Squadra         | Comp            | Pres       | Reti       | Comp            | Pres            | Reti            | Comp               | Pres               | Reti               | Comp        | Pres        | Reti        | Pres   | Reti   |
| --------------- | --------------- | --------------- | ---------- | ---------- | --------------- | --------------- | --------------- | ------------------ | ------------------ | ------------------ | ----------- | ----------- | ----------- | ------ | ------ |
| 2008-2009       | Beşiktaş        | SL              | 0          | 0          | TK              | 0               | 0               | -                  | -                  | -                  | -           | -           | -           | 0      | 0      |
| 2009-2010       | Beşiktaş        | SL              | 11         | 0          | TK              | 3               | 0               | UCL                | 0                  | 0                  | -           | -           | -           | 14     | 0      |
| 2010-2011       | Beşiktaş        | SL              | 24         | 1          | TK              | 6               | 0               | UEL                | 11                 | 1                  | -           | -           | -           | 41     | 2      |
| 2011-2012       | Beşiktaş        | SL              | 29         | 0          | TK              | 2               | 0               | UEL                | 8                  | 0                  | -           | -           | -           | 39     | 0      |
| 2012-2013       | Beşiktaş        | SL              | 26         | 1          | TK              | 4               | 0               | -                  | -                  | -                  | -           | -           | -           | 30     | 1      |
| 2013-2014       | Beşiktaş        | SL              | 23         | 0          | TK              | 0               | 0               | -                  | -                  | -                  | -           | -           | -           | 23     | 0      |
| 2014-2015       | Beşiktaş        | SL              | 20         | 0          | TK              | 5               | 1               | UCL+UEL            | 4+8                | 0                  | -           | -           | -           | 37     | 1      |
| 2015-2016       | Beşiktaş        | SL              | 29         | 1          | TK              | 8               | 0               | UEL                | 6                  | 0                  | -           | -           | -           | 43     | 1      |
| 2016-2017       | Beşiktaş        | SL              | 17         | 0          | TK              | 3               | 0               | UCL+UEL            | 1+5                | 0+0                | ST          | 1           | 0           | 27     | 0      |
| 2017-2018       | Beşiktaş        | SL              | 13         | 0          | TK              | 3               | 0               | UCL                | 4                  | 0                  | ST          | 0           | 0           | 20     | 0      |
| 2018-2019       | Beşiktaş        | SL              | 18         | 0          | TK              | 0               | 0               | UEL                | 11                 | 0                  | -           | -           | -           | 29     | 0      |
| 2019-2020       | Beşiktaş        | SL              | 15         | 0          | TK              | 3               | 0               | UEL                | 5                  | 0                  | -           | -           | -           | 23     | 0      |
| 2020-2021       | Beşiktaş        | SL              | 29         | 1          | TK              | 5               | 0               | UCL+UEL            | 1+1                | 0+0                | -           | -           | -           | 35     | 1      |
| 2021-2022       | Beşiktaş        | SL              | 27         | 0          | TK              | 1               | 0               | UCL                | 3                  | 0                  | -           | -           | -           | 31     | 0      |
| 2022-2023       | Beşiktaş        | SL              | 21         | 0          | TK              | 3               | 0               | -                  | -                  | -                  | -           | -           | -           | 24     | 0      |
| 2023-2024       | Beşiktaş        | SL              | 30         | 0          | TK              | 6               | 0               | UECL               | 7                  | 0                  | -           | -           | -           | 43     | 0      |
| 2024-2025       | Beşiktaş        | SL              | 1          | 0          | TK              | -               | -               | UEL                | -                  | -                  | ST          | -           | -           | 1      | 0      |
| Totale carriera | Totale carriera | Totale carriera | 333        | 4          |                 | 52              | 1               |                    | 75                 | 1                  |             | 1           | 0           | 461    | 6      |

### Cronologia presenze e reti in nazionale
| Cronologia completa delle presenze e delle reti in nazionale ― Turchia | Cronologia completa delle presenze e delle reti in nazionale ― Turchia | Cronologia completa delle presenze e delle reti in nazionale ― Turchia | Cronologia completa delle presenze e delle reti in nazionale ― Turchia | Cronologia completa delle presenze e delle reti in nazionale ― Turchia | Cronologia completa delle presenze e delle reti in nazionale ― Turchia | Cronologia completa delle presenze e delle reti in nazionale ― Turchia | Cronologia completa delle presenze e delle reti in nazionale ― Turchia |
| Data                                                                   | Città                                                                  | In casa                                                                | Risultato                                                              | Ospiti                                                                 | Competizione                                                           | Reti                                                                   | Note                                                                   |
| ---------------------------------------------------------------------- | ---------------------------------------------------------------------- | ---------------------------------------------------------------------- | ---------------------------------------------------------------------- | ---------------------------------------------------------------------- | ---------------------------------------------------------------------- | ---------------------------------------------------------------------- | ---------------------------------------------------------------------- |
| 3-3-2010                                                               | Istanbul                                                               | Turchia                                                                | 2 – 0                                                                  | Honduras                                                               | Amichevole                                                             | -                                                                      | 80’                                                                    |
| Totale                                                                 |                                                                        | Presenze                                                               | 1                                                                      |                                                                        | Reti                                                                   | 0                                                                      |                                                                        |

## Palmarès

### Club

#### Competizioni nazionali
- Campionato turco: 4

Beşiktaş: 2008-2009, 2015-2016, 2016-2017, 2020-2021
- Coppa di Turchia: 4

Beşiktaş: 2008-2009, 2010-2011, 2020-2021, 2023-2024
- Supercoppa di Turchia: 2

Besiktas: 2021, 2024